# Knjižnica Radlje ob Dravi
Knjižnica Radlje ob Dravi je osrednja splošna knjižnica s sedežem na Koroški cesti 61a (Radlje ob Dravi); ustanovljena je bila leta 1950.
Ima dislocirane enote: Knjižnica Muta, Knjižnica Podvelka, Knjižnica Ribnica na Pohorju in Knjižnica Vuzenica. 